# Jean Camille Bellaigue
Jean Camille Bellaigue, né à Paris 7e le 2 avril 1893 et mort à Paris 10e le 10 octobre 1931, est un affichiste, illustrateur, peintre, graveur et médailleur français. 

## Biographie

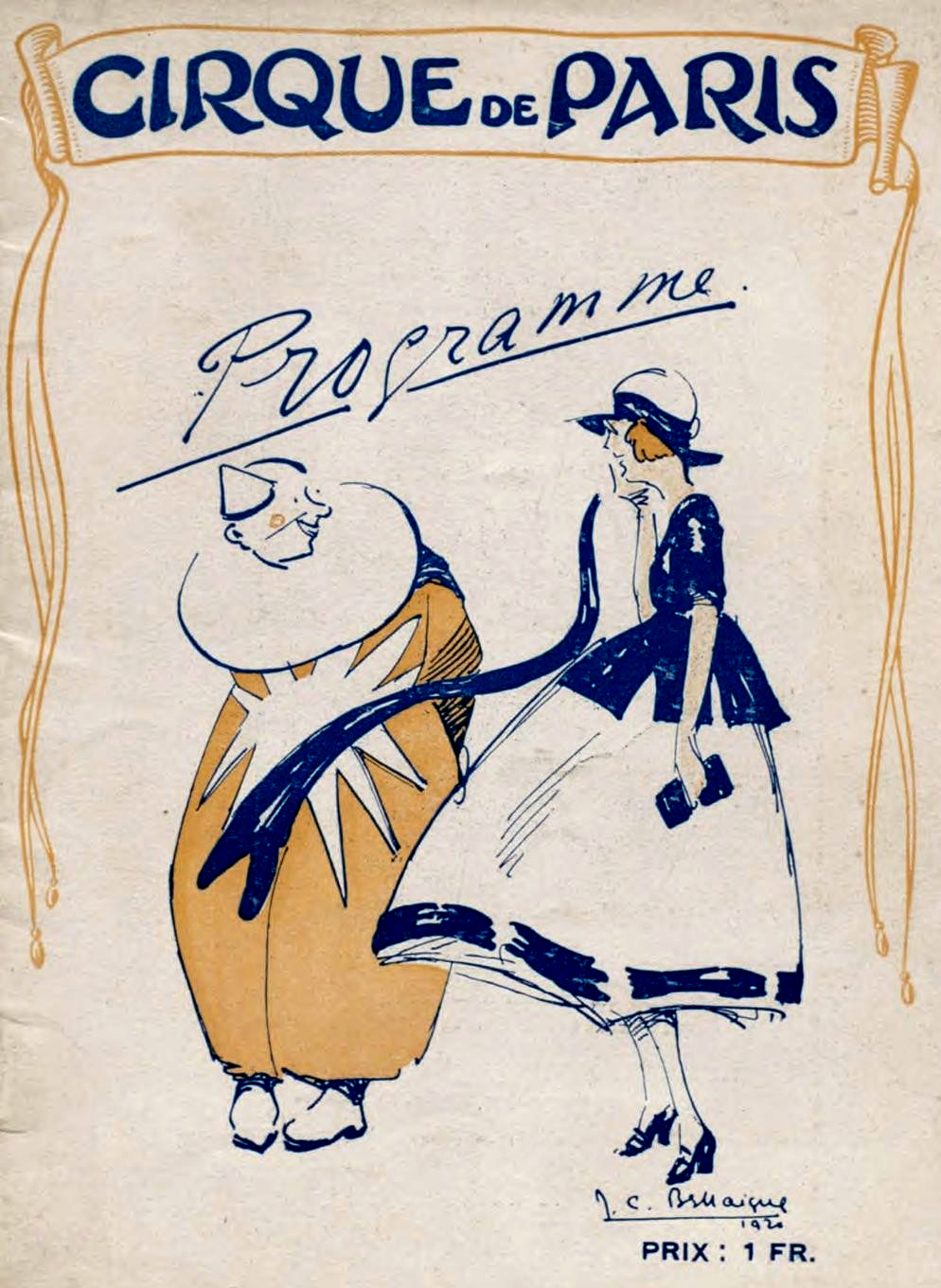
Affiche pour le Cirque de Paris (1926).

Jean Camille Bellaigue est le fils de Camille Bellaigue, homme de lettres et camérier secret du pape Pie X, et l'arrière petit-fils de Claude Bellaigue. Gendre de Jean Roland-Gosselin, il est le beau-père de Jean Raine.
Il dessine des cartons de tapisseries pour la manufacture de Beauvais, grave de nombreuses médailles ayant pour thème l'aviation, et réalise des illustrations de livres et des affiches.